# ووینو سلو
ووینو سلو (به لاتین: Vojno Selo) یک منطقهٔ مسکونی در مونته‌نگرو است که در پلاو واقع شده‌است. ووینو سلو ۶۴۲ نفر جمعیت دارد.